# Karna Asker-Ericson
Karna Lucie Asker-Ericson, född Asker 2 juni 1897 i Danmark, död 27 mars 1989 i Göteborg, var en svensk textilkonstnär och mellan åren 1920 och 1957 huvudlärare vid Slöjdföreningens skola (numera HDK). Hon deltog vid Göteborgsutställningen 1923, Stockholmsutställningen 1930 och skapade bland annat textilier till M/S Kungsholm och NK.
Karna Asker gifte sig 1954 med Sigfrid Ericson (1879–1958). Hon är begravd på Östra kyrkogården i Göteborg.